# Ruptur
En ruptur är en bristning på grund av tryck eller slitning i vävnad eller organ, vilket kan leda till inre blödningar. 
I det innersta lagret av blodkärlsväggen (endotelet) uppstår hundratals rupturer varje dag, som dock är så pass små att de snabbt förseglas av trombocytpluggar. Idrottare kan få ruptur i mjälten vid slag mot organet, vilket kan leda till en livshotande blödning. Risken ökar om personen redan är sjuk. Ruptur kan också drabba andra inre organ, exempelvis levern, vid våld. Ruptur är vanligare vid trubbigt våld, men kan också uppkomma vid penetrerande våld.
Rupturer i huden kallas också bristningar eller striae, och kan bero på snabb viktuppgång eller vid hormonpåverkan under en graviditet. Vid förlossning kan en ruptur uppstå i bäckenbotten.